# 埃韦利娜·西米莱
埃韦利娜·西米莱（芬蘭語：Eveliina Similä，1978年4月10日—），芬兰女子冰球运动员，场上位置是前锋。她曾代表芬兰国家队参加2006年冬季奥林匹克运动会冰球比赛，获得第四名。